# Palmmårdar
Palmmårdar (Paradoxurinae) är en underfamilj i familjen viverrider som uteslutande förekommer i tropiska delar av Asien. Arten Leopardmård (Nandinia binotata) som tidigare placerades i underfamiljen kategoriseras idag som en egen familj. Palmmårdarna liknar sibetkatter till utseendet men är något grövre.

## Släkten
- Äkta palmmårdar (Paradoxurus)
- Maskpalmmård (Paguma)
- Celebespalmmård (Macrogalidia)
- Småtandad palmmård (Arctogalidia)
- Binturong (Arctictis)